# Nick Land
Nick Land (17 gennaio 1962) è un filosofo, scrittore e blogger britannico. È noto come il "padre dell'accelerazionismo".
Il suo peculiare modo di scrivere è stato riconosciuto come pioniere del genere della theory-fiction. Cofondatore del collettivo Cybernetic Culture Research Unit (CCRU) negli anni novanta, il suo lavoro è legato allo sviluppo dell'accelerazionismo e del realismo speculativo.
Land è anche conosciuto, insieme al pensatore neoreazionario Curtis Yarvin, per aver sviluppato nei suoi ultimi lavori idee anti-egualitarie e anti-democratiche facendo uso delle nozioni di "neoreazione" (neoreaction) e di "illuminismo oscuro" (Dark Enlightenment). I suoi scritti successivi si sono poi focalizzati sempre di più sulla difesa del razzismo scientifico e dell'eugenetica, o di ciò che egli stesso ha etichettato con il termine "iper-razzismo" (hyper-racism).

## Biografia
Land è stato professore di filosofia continentale presso l'Università di Warwick dal 1987 sino alle sue dimissioni nel 1998. A Warwick ha fondato insieme a Sadie Plant la Cybernetic Culture Research Unit (CCRU), un gruppo di ricerca interdisciplinare descritto dal filosofo Graham Harman come «un insieme eterogeneo di pensatori che hanno sperimentato una produzione concettuale nata fondendo insieme una grande varietà di fonti: futurismo, tecnoscienza, filosofia, misticismo, numerologia, teoria della complessità e fantascienza, tra le altre». Durante il suo periodo a Warwick, Land ha partecipato a Virtual Futures, una serie di conferenze sulla cybercultura: in particolare, Virtual Futures 96 è stato pubblicizzato come "un evento antidisciplinare" e "una conferenza nelle discipline post-umanistiche". Un intervento ha coinvolto Nick Land "steso a terra a gracchiare in un microfono" mentre Robin Mackay riproduceva rumori della giungla in sottofondo".
Nel 1992 ha dato alle stampe The Thirst for Annihilation: Georges Bataille and Virulent Nihilism. Successivamente ha pubblicato invece numerosi testi di lunghezza inferiore, molti dei quali usciti negli anni novanta durante il suo periodo di attività con la CCRU. La maggior parte di tali articoli è stata successivamente inclusa nella raccolta Fanged Noumena: Collected Writings 1987-2007, edita nel 2011. Land ha insegnato infine al New Center for Research & Practice fino al marzo 2017, quando tale istituzione ha posto fine alle sue relazioni con il filosofo britannico «in seguito a diversi tweet di Land di quell'anno nei quali egli ha espresso opinioni intolleranti su musulmani e immigrati».

## Concetti e influenza
Il lavoro di Land con il CCRU, così come i suoi scritti sul cosiddetto pre-"illuminismo oscuro", hanno rivestito una notevole influenza su quella peculiare filosofia politica nota con il nome di accelerazionismo. Mark Fisher, uno studente di Land, ha scritto: «Land era il nostro Nietzsche – con lo stesso innesco delle cosiddette tendenze progressiste, con la stessa bizzarra miscela di reazionario e di futuristico e con uno stile di scrittura che aggiorna la scrittura aforistica del XIX secolo rendendola ciò che Kodwo Eshun ha definito "testo a velocità-campione" (text at sample velocity)». Insieme agli altri membri del CCRU, Land ha unito tra loro idee disparate sull'occultismo, la cibernetica, la fantascienza e la filosofia poststrutturalista allo scopo di cercare di descrivere i fenomeni dell'accelerazione tecno-capitalista.
Uno dei più celebri concetti di Land è quello di "iperstizione", un termine che fonde insieme "superstizione" e "iper" e che descrive l'azione delle idee di successo nell'"arena" della cultura.
La filosofia dell'"illuminismo oscuro" di Land si oppone all'egualitarismo ed è talvolta associata ai movimenti di alt-right. Land crede che la democrazia comporti restrizioni della responsabilità e della libertà. Shuja Haider osserva a tal proposito: «la sequenza di saggi che definisce i punti chiave del suo pensiero è diventata la base del canone NRx (neoreaction)». Land insiste, tuttavia, che «in quanto populista, e in modo significativo anticapitalista, l'alt-right è un "mostro" ben diverso da NRx».
La versione più recente dell'accelerazionismo di Land fa proprie opinioni esplicitamente razziste, che a partire dalla fine del 2016 sono state riconosciute con sempre maggior frequenza come fonte d'ispirazione per l'alt-right e per omicidi di massa perpetrati dai suprematisti bianchi.

## Opere
- (EN) Nick Land, Heidegger's "Die Sprache im Gedicht" and the Cultivation of the Grapheme, tesi di dottorato, Colchester, University of Essex, 1987. URL consultato l'8 gennaio 2020 (archiviato dall'url originale il 31 ottobre 2020).
- (EN) Nick Land, The Thirst For Annihilation: Georges Bataille and Virulent Nihilism (An Essay in Atheistic Religion), Londra e New York, Routledge, 1992. URL consultato l'8 gennaio 2020.
- (EN) Nick Land, Keith Ansell-Pearson e Joseph A. McCahery, Machinic Postmodernism: Complexity, Technics and Regulation, New York, SAGE Publications, 1996. URL consultato l'8 gennaio 2020.
- (EN) Nick Land, The Shanghai World Expo Guide 2010, China Intercontinental Press, 2010.
- (EN) Nick Land, Shanghai Basics, China Intercontinental Press, 2010.
- (EN) Nick Land, Fanged Noumena: Collected Writings 1987-2007, introduzione di Robin Mackay e Ray Brassier, Falmouth, Urbanomic, 2011, ISBN 978-0-9553087-8-9. (Collasso. Scritti 1987-1994, Luiss University Press, 2020)
- (EN) Nick Land, Calendric Dominion, Falmouth, Urbanatomy Electronic, 2013.
- (EN) Nick Land, Suspended Animation, Falmouth, Urbanatomy Electronic, 2013.
- (EN) Nick Land, Fission, Falmouth, Urbanomic, 2014. URL consultato l'8 gennaio 2020.
- (EN) Nick Land, Templexity: Disordered Loops through Shanghai Time, Falmouth, Urbanatomy Electronic, 2014.
- (EN) Nick Land, Phyl-Undhu: Abstract Horror, Exterminator, Time Spiral Press, 2014.
- (EN) Nick Land, Shanghai Times, Falmouth, Urbanatomy Electronic, 2014.
- (EN) Nick Land, Dragon Tales: Glimpses of Chinese Culture, Falmouth, Urbanatomy Electronic, 2014.
- (EN) Nick Land, Xinjiang Horizons, Falmouth, Urbanatomy Electronic, 2014.
- (EN) Nick Land, Chasm, Time Spiral Press, 2015.

## Pubblicazioni in Italiano
- Nick Land, Collasso, trad. Valerio Cianci, Luiss University Press, Roma, 2020
- Nick Land, Illuminismo oscuro, GOG, 2021
- Nick Land, No future, trad. Valerio Cianci, Luiss University Press, Roma, 2022